# 7.º Regimiento de Caballería (Estados Unidos)
El 7.º Regimiento de Caballería (del inglés: 7th Cavalry Regiment) es un regimiento de caballería del Ejército de los Estados Unidos. Su apodo oficial es "Garryowen", el cual hace referencia a una canción irlandesa del mismo nombre.

## Historia

### Las Guerras Indias
El coronel George Armstrong Custer mandaba el 27 de noviembre de 1868 al 7.º de Caballería de la división al mando del general Winfield Scott Hancock contra los sioux y cheyennes en la batalla de Washita, en la que 700 soldados atacaron un poblado lleno principalmente de mujeres, niños y ancianos, dejando 105 supervivientes, y sembraron un odio profundo contra el que ellos llamaban Long Hair.
Ocho años después, el 25 de mayo de 1876, le fue encomendada la misión de sofocar la rebelión de indios sioux, cheyennes y arapahoes en Dakota. Debido a la prisa que Custer tenía por llegar a su destino, el Coronel agotó a sus hombres. A esta insensibilidad por sus soldados se sumó la imprudencia de no querer llevar consigo artillería ligera que pudiera retrasar su marcha. Por último, Custer cometió otra imprudencia más: dividir a sus fuerzas en dos. Bajo estas circunstancias, la marcha del 7.º de Caballería terminó en un desastre militar. El regimiento perdió la mayor parte de sus efectivos el 25 de junio de 1876, en la batalla de Little Big Horn.
En principio, ese regimiento solo era uno más de la caballería de los Estados Unidos; pero, por ser la peor derrota sufrida por los colonos estadounidenses, ha sido siempre recordado y en muchas ocasiones glorificado hasta la exageración. Una de estas glorificaciones se ve en el cuadro The Last Stand, de Frederic Remington, en el que aparece Custer rodeado de sus hombres armas en la mano, esperando la última carga de los nativos americanos. Autores como Juan Pando Despierto la consideran deliberadamente idealizada. El final de la batalla, dice la arqueología, debió ser una estampida sin orden alguno.
Esta intervención del 7.º de Caballería se recoge en la película Murieron con las botas puestas, donde Raoul Walsh presenta una imagen muy idealizada del coronel, cambiando el final por otro mucho más heroico y más en la línea de The Last Stand.
El 29 de abril de 1890 se produjo la Masacre de Wounded Knee, cuando el 7.º de Caballería intentaba desarmar a un grupo de indios lakota.

### La guerra de Vietnam
En 1965, la 1.ª División de Caballería partió para la guerra de Vietnam y fue destinada a las Tierras Altas Centrales en Vietnam del Sur. Entre octubre y noviembre de ese mismo año se produjo la primera de las batallas entre tropas norteamericanas y las Fuerzas Armadas de la República Democrática de Vietnam, conocida como la batalla del valle de Ia Drang.
En dicha batalla varias unidades del Séptimo de Caballería de esa división se vieron envueltas en distintos combates, siendo quizá el más famoso de todos el librado por el 1.er Batallón en la llamada zona Rayos X. En aquel combate, que duró tres días, los hombres al mando del coronel Moore libraron una batalla casi desesperada contra fuerzas del EVN y el Vietcong, de la que salieron finalmente victoriosos gracias a la enorme potencia de fuego desplegada.
La experiencia obtenida por unidades como el 7.º de Caballería resultaría muy satisfactoria para la caballería norteamericana, no solo desde el punto de vista estratégico, sino también conceptual, al demostrar que los helicópteros eran un arma esencial en la guerra de guerrillas. Las lecciones obtenidas en batallas como esa han consagrado al helicóptero como una de las herramientas más útiles en conflictos asimétricos, por encima incluso del bombardero estratégico, y a la par que el cazabombardero, dependiendo de las misiones.
La batalla del valle de Ia Drang fue llevada al cine en la película Cuando éramos soldados, donde Mel Gibson interpreta al teniente coronel Moore, que mandaba el 1.er batallón del 7.º Regimiento de Caballería.

### La guerra del Golfo
En 1991, Estados Unidos destinó varias divisiones de caballería convencional (equipadas con carros de combate) al golfo Pérsico, en concreto a la frontera entre Arabia Saudí, Irak y Kuwait, con el fin de evitar invasiones por parte iraquí a más países del Golfo, en la llamada Operación Escudo del Desierto. Posteriormente, dichas unidades expulsarían al ejército de Saddam Hussein del emirato árabe en la Operación Tormenta del Desierto.
Entre los distintos regimientos que componían las divisiones enviadas figuraba también el 7.º de Caballería, que llegó a medir sus carros M1 Abrams contra los T-72 soviéticos, con la derrota de los segundos que estaban en superioridad numérica respecto a los norteamericanos, pero en inferioridad de entrenamiento y equipamiento.
Parte de estos enfrentamientos se recogen en la película En honor a la verdad, donde se muestra un combate nocturno entre los dos tipos de carros.